# Daylesford, England
Daylesford är en by i civil parish Adlestrop, i distriktet Cotswold, i grevskapet Gloucestershire i England. Byn är belägen 5 km från Stow-on-the-Wold. Daylesford var en civil parish fram till 1935 när blev den en del av Adlestrop. Civil parish hade 82 invånare år 1931. Byn nämndes i Domedagsboken (Domesday Book) år 1086, och kallades då Eilesford.